# Джонс, Сэмюэл (композитор)
Сэмюэл Джонс (англ. Samuel Jones; род. 2 июня 1935, Инвернесс, штат Миссисипи) — американский композитор и дирижёр.
Учился в Истменовской школе музыки у Говарда Хансона и Бернарда Роджерса (композиция), а также Уильяма Стейнберга (дирижирование). Работал в нескольких американских оркестрах, в том числе в 1970—1971 гг. главный дирижёр Рочестерского филармонического оркестра. В 1975 г. был одним из основателей и первым ректором Шефердовской школы музыки при хьюстонском Университете Райса. Преподавал в ней до 1997 г.
Джонсу принадлежат три симфонии, ряд хоровых и оркестровых произведений (часто — на религиозные темы), фортепианная, виолончельная и альтовая сонаты и др.